# Selja
Selja er en ø i Selje kommune i Vestland fylke i Norge. Øen ligger i Sildegapet syd for Stad og har et areal på 1,6 km². Der bor omkring fem fastboende på øen.
Ruinerne efter Selje Kloster ligger på nordsiden af øen. Ifølge myterne drev Sankt Sunniva i land på Selja i slutningen af 900-tallet. Klosterruinerne og grotten hvor Sunniva angivelig døde er i dag et populært turistmål.